# العلاقات البوروندية العمانية
العلاقات البوروندية العمانية هي العلاقات الثنائية التي تجمع بين بوروندي وسلطنة عمان.

## مقارنة بين البلدين
هذه مقارنة عامة ومرجعية للدولتين:
| وجه المقارنة                                              | بوروندي                                    | سلطنة عمان    |
| --------------------------------------------------------- | ------------------------------------------ | ------------- |
| المساحة (كم2)                                             | 27.83 ألف                                  | 309.50 ألف    |
| عدد السكان (نسمة)                                         | 10.86 مليون                                | 4.64 مليون    |
| الكثافة السكانية (ن./كم²)                                 | 390.23                                     | 14.99         |
| العاصمة                                                   | بوجومبورا، جيتيغا                          | مسقط          |
| اللغة الرسمية                                             | اللغة الكيروندية، لغة فرنسية، لغة إنجليزية | اللغة العربية |
| العملة                                                    | فرنك بوروندي                               | ريال عماني    |
| الناتج المحلي الإجمالي (بليون دولار)                      | 3.48 مليار                                 | 72.64 مليار   |
| الناتج المحلي الإجمالي (تعادل القوة الشرائية) بليون دولار | 8.13 مليار                                 | 179.49 مليار  |
| الناتج المحلي الإجمالي الاسمي للفرد دولار أمريكي          | 277                                        | 15.55 ألف     |
| الناتج المحلي الإجمالي للفرد دولار أمريكي                 | 77                                         | 38.63 ألف     |
| مؤشر التنمية البشرية                                      | 0.400                                      | 0.793         |
| رمز المكالمات الدولي                                      | +257                                       | +968          |
| رمز الإنترنت                                              | .bi                                        | عمان          |
| المنطقة الزمنية                                           | ت ع م+02:00                                | ت ع م+04:00   |

## منظمات دولية مشتركة
يشترك البلدان في عضوية مجموعة من المنظمات الدولية، منها:
| علم المنظمة | اسم المنظمة                               | تاريخ انضمام بوروندي | تاريخ انضمام سلطنة عمان |
| ----------- | ----------------------------------------- | -------------------- | ----------------------- |
|             | مؤسسة التنمية الدولية                     | 28 سبتمبر 1963       | 1973                    |
|             | يونسكو                                    | 16 نوفمبر 1962       | 10 فبراير 1972          |
|             | وكالة ضمان الاستثمار متعدد الأطراف        | 10 مارس 1998         | 1989                    |
|             | الأمم المتحدة                             | 18 سبتمبر 1962       | 7 أكتوبر 1971           |
|             | الاتحاد البريدي العالمي                   | ?                    | ?                       |
|             | البنك الدولي للإنشاء والتعمير             | 28 سبتمبر 1963       | 1971                    |
|             | الاتحاد الدولي للاتصالات                  | 16 فبراير 1963       | 28 أبريل 1972           |
|             | منظمة حظر الأسلحة الكيميائية              | ?                    | ?                       |
|             | مؤسسة التمويل الدولية                     | 28 نوفمبر 1979       | 1973                    |
|             | المركز الدولي لتسوية المنازعات الاستشارية | 5 ديسمبر 1969        | 1995                    |
|             | منظمة التجارة العالمية                    | 23 يوليو 1995        | 2000                    |
|             | منظمة الشرطة الجنائية الدولية             | ?                    | ?                       |

## وصلات خارجية
- موقع وزارة الخارجية العمانية